# Censura di Internet
     Censura pervasiva
     Censura sostanziale
     Censura selettiva
     Sorvegliati da RSF
     Nessuna evidenza di filtri
     Non classificati / mancanza di dati

Censura di Internet nel mondo:
Censura pervasiva
Censura sostanziale
Censura selettiva
Sorvegliati da RSF
Nessuna evidenza di filtri
Non classificati / mancanza di dati

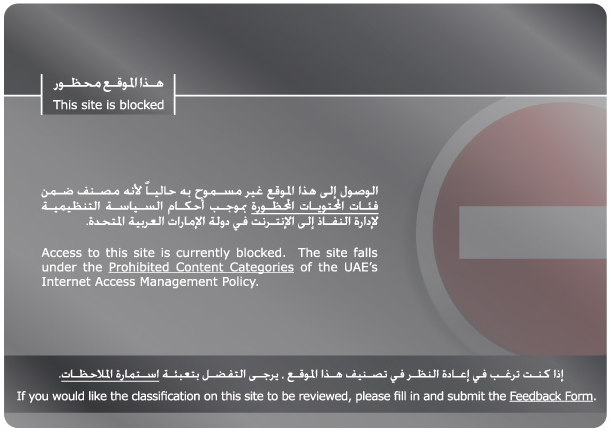
Il grado di censura di Internet varia da paese a paese. Le democrazie hanno in genere una censura moderata, consentendo ai cittadini di accedere alle informazioni e partecipare ai dibattiti pubblici, sebbene con alcune giustificate restrizioni. Al contrario, i regimi totalitari impongono severe limitazioni all'accesso a Internet per controllare la narrazione e reprimere il dissenso. Usano la censura come strumento per limitare la comunicazione e impedire dibattiti su questioni politiche e sociali, specialmente durante eventi critici come elezioni o proteste.

Con l'espressione "censura di Internet" si intende il controllo o il blocco della pubblicazione di contenuti — o dell'accesso ad essi — nella rete Internet. Tale censura può essere effettuata dal governo o da società private su richiesta del governo, da un'autorità di controllo, o di propria iniziativa. Individui e organizzazioni possono attuare l'auto-censura per motivi morali, religiosi o per affari, per conformarsi a norme sociali, a causa di intimidazioni, per evitare conseguenze legali o altro.
Le opinioni sul tema della censura di Internet sono variegate, essendoci argomenti sia a favore che contro di essa. Inoltre, il livello di censura di Internet varia da paese a paese: mentre in alcuni essa è praticamente assente, in altri (come ad esempio Iran e Cina) può arrivare perfino a limitare l'accesso alle notizie e reprimere la discussione tra i cittadini sul web. La censura di Internet si verifica anche in risposta o in previsione di eventi come elezioni, proteste e rivolte. Ad esempio, in Tunisia ed Egitto la cyber-censura "è viva e sta bene" in seguito alla primavera araba.

## Panoramica sul fenomeno
Molte delle dinamiche della censura su Internet sono simili a quelle della censura tradizionale sui media (quotidiani, libri, musica, radio, televisione e film). Una delle differenze principali, perché le frontiere nazionali sono più permeabili alle connessioni Internet: gli abitanti di un paese dove una parte dell'informazione è stata censurata, possono trovare visite Web ospitati fuori dal paese per accedervi. Di conseguenza, i censori devono adoperarsi per prevenire l'accesso all'informazione, anche in assenza di un controllo fisico collegare sui siti Web stessi. Questo porta ad usare delle tecniche di censura che sono specifiche ad Internet, come bloccare l'accesso a specifici URL o filtrare i contenuti.
Il bloccaggio ed il filtraggio si possono basare su delle liste nere relativamente statiche oppure create dinamicamente sull'analisi in tempo reale dell'informazione scambiata. Queste liste nere generalmente non sono disponibili al pubblico. Il bloccaggio di filtraggio può essere effettuato a livello nazionale oppure decentralizzato a livello sub-nazionale oppure a livello istituzionale, in questo ultimo caso possono cadere librerie, università o Internet café. Queste azioni possono anche variare all'interno dello stesso paese, a seconda del fornitore di servizi internet (ISP). gli Stati possono anche filtrare i contenuti continuamente oppure durante limitati periodi di tempo, considerati cruciali, come le elezioni. Alcuni casi, le autorità di censura possono bloccare dei siti in modo da indurre il pubblico a pensare ad un errore, piuttosto che alla censura; ciò è fatto restituendo un falso messaggio di errore 404 "Not Found" quando si tenta di accedere al sito Web bloccato.

## Obiettivi della censura
Ci sono diversi motivi per cui filtrare i contenuti Internet: politica e potere, norme morali e sociali, questioni di sicurezza. Proteggere gli interessi economici esistenti è un ulteriore motivo emergente per farlo. Inoltre, gli strumenti di rete e le applicazioni che permettono la condivisione delle informazioni riguardanti questi temi, sono loro stessi soggetti a filtraggi e blocchi. Mentre c'è una considerevole differenza da un Paese all'altro, il blocco dei siti web in una lingua locale è approssimativamente il doppio rispetto a quello dei siti web disponibili solo in inglese o in altre lingue internazionali.

### Politica e potere
La censura nei confronti di movimenti di opposizioni al governo in carica è comune nei regimi autoritari e repressivi. Alcuni stati bloccano i siti web riguardanti religioni e gruppi minoritari, soprattutto quando questi movimenti rappresentano una minaccia al regime governante.
Tra gli esempi vi sono:
- Blog e siti web di argomento politico[13]
- Siti il cui contenuto offende la dignità o sfida l'autorità di un regnante in una monarchia
- Nel caso della Cina: siti di Falun Gong e di esuli tibetani
- Nel caso del Vietnam: siti di fede buddista o caodaista o siti di minoranze come i Degar
- Siti che propagandano il passaggio dall'Islam alla religione cristiana[12]
- Siti critici nei confronti del governo[14]
- Siti che accusano le autorità di corruzione[14]
- Siti che trattano di minoranze o temi LGBT[14]

In Italia è nota la sentenza senza provvedimento del giudice emanata dalla Corte di Cassazione 10535/2008 che ha come tema la censura di un forum su cui si discuteva di tematiche religiose.

### Norme sociali e morali
Il filtro sociale riguarda la censura di argomenti considerati contrari all'etica delle norme sociali accettate. La censura della pedopornografia è particolarmente appoggiata dal pubblico e questo tipo di contenuti è soggetto a censura e altre restrizioni nella maggior parte dei paesi.
Tra gli esempi:
- Siti che incitano al razzismo, sessismo, omofobia o altre forme di discriminazione
- Siti che promuovono l'uso di sostanze illegali (Erowid)[16]
- Siti erotici, feticisti e pornografici
- Siti con contenuto pedopornografico o legati alla pedofilia (vedi anche CIRCAMP)
- Siti di gioco d'azzardo
- Siti che incoraggiano o incitano alla violenza[14]
- Siti che promuovono attività criminali[14]
- Siti con simbologie comuniste in Polonia, Lituania, Ucraina, Lettonia, Moldavia e Ungheria
- Siti neonazisti e simili, in particolare in Francia e Germania[17]
- Siti a contenuto blasfemo, in particolare quando diretto verso la religione di maggioranza o quella riconosciuta dallo stato[14]
- Siti a contenuto diffamatorio[14]
- Siti che includono satira politica[14]
- Siti che contengono forme di protesta verso temi sociali oppure petizioni e campagne politiche[14]

### Questioni di sicurezza
In diverse organizzazioni il filtraggio fa parte di una strategia difensiva per proteggere gli ambienti dai malware, e per proteggersi dal possibile uso delle reti per compiere, ad esempio, molestie sessuali.
Il filtraggio di internet per questioni di sicurezza nazionale e diretto contro siti di movimenti di insurrezione, estremisti, e terroristi spesso trova una vasta approvazione.
Tra gli esempi:
- Il blocco di siti a favore della Corea del Nord da parte della Corea del Sud[19]
- Il blocco di siti di gruppi che alimentano il conflitto interno in India
- Il blocco dei siti del Fratelli Musulmani in alcuni paesi del medio oriente
- Il blocco di WikiLeaks[20]
- Il blocco di siti come 4chan legati ad Anonymous[21]

### Protezione di interessi economici esistenti e copyright
La protezione di interessi economici esistenti e copyright è a volte motivo del blocco di alcuni nuovi servizi Internet, come i servizi telefonici economici, che usano Voice over IP (VoIP). Questi servizi possono ridurre la clientela delle compagnie di telecomunicazione, molte delle quali godono di posizioni di monopolio ormai radicate o sono sponsorizzate o controllate dai governi.
Anche importanti siti di diffusione di informazioni sono oggetto di censura al fine di proteggere interessi non sempre facilmente individuabili. Spesso la motivazione delle censure, che consistono nella rimozione delle informazioni, è giustificata dall'esigenza di ostacolare "atti vandalici". Risulta evidente che la discriminante tra una informazione "scomoda" ed una informazione che rappresenta un "atto vandalico" è per sua stessa natura soggettiva.
Gli attivisti anti-copyright Christian Engström, Rick Falkvinge e Oscar Swartz hanno dichiarato come la censura della pornografia minorile sia usata come pretesto dalle lobby del copyright per far sì che i politici implementino una legislazione simile per il blocco di siti di pirateria legata al copyright.
Tra gli esempi:
- Siti di Filesharing e Peer-to-peer (P2P) come The Pirate Bay
- Skype
- Siti che vendono o distribuiscono musica ma non sono approvati dai detentori dei diritti come allofmp3

Secondo Eric Schmidt, presidente del consiglio di amministrazione di Google "i governi che pianificano di bloccare l'accesso ai siti illegali di condivisione di file potrebbero creare un 'precedente disastroso' per la libertà di parola" e ha inoltre sostenuto che Google "si opporrà ai tentativi di limitare l'accesso a siti come Pirate Bay."

## Strumenti di rete
Bloccare gli strumenti intermedi e le applicazioni della rete che potrebbero essere utilizzati per aiutare gli utenti nell'accesso e nella condivisioni di materiale sensibile è comune in diversi stati.

## Informazioni sugli individui
Il diritto all'oblio è un concetto che è stato discusso e messo in pratica nell'Unione europea. Nel maggio del 2014, la Corte di Giustizia Europea condannò Google in “Costeja”, un caso sollevato da un uomo spagnolo che aveva richiesto la rimozione di un link all'articolo digitalizzato del 1998 sul giornale La Vanguardia riguardante un'asta per la casa a lui pignorata, a causa di un debito pagato successivamente. Inizialmente l'uomo tentò di far rimuovere l'articolo protestando presso l'agenzia spagnola della protezione dati - Agencia Española de Protección de Datos – che rifiutò il reclamo sostenendo che fosse valido e accurato, ma accettò una denuncia nei confronti di Google, a cui chiese di rimuovere i risultati.
Google fece ricorso in Spagna e il processo fu trasferito alla Corte di Giustizia Europea. La Corte decretò che la responsabilità dei contenuti mostrati fosse dei motori di ricerca e che Google fosse quindi tenuto a rispettare le leggi di privacy dei dati dell'UE. In seguito, il 30 maggio 2014 ricevette 12000 richieste di rimozione di dati personali dal proprio motore di ricerca. L'Index on Censorship affermò che “la sentenza di Costeja permette agli individui di fare reclamo ai motori di ricerca per informazioni che essi non desiderano senza alcun controllo legale. Sebbene la sentenza sia rivolta agli individui privati, apre le porte a chiunque voglia far scomparire la sua storia personale. La decisione della Corte è una mossa che fraintende il ruolo e la responsabilità dei motori di ricerca e di internet in generale. Dovrebbe dare i brividi a chiunque nell'Unione Europea che creda nell'importanza fondamentale della libertà d'espressione e d'informazione.

## Metodi usati
Col diffondersi delle nuove tecnologie, considerando la velocità di divulgazione, si è visto l'incremento di software di filtering che implementano algoritmi per il riconoscimento automatico di immagini e/o porzioni di testo nati a censurare per lo più contenuti di controversie a carattere pubblico come la pornografia, la violenza e l'odio, ma in alcuni casi sono usati filtri per impedire contenuti di altra natura. Con questo genere di algoritmi si possono individuare anche contenuti affetti da copyright.
Un metodo di frequente utilizzato dalle autorità politiche è l'inserimento dei siti Internet che si intende censurare, in una "lista nera" (o black-list).
L'oscuramento dei siti è una possibilità prevista lecitamente nell'ordinamento penale di vari Paesi occidentali, tra i quali l'Italia.
Caso 1: se il sito è ospitato (cioè fisicamente "risiede") su server posti nello stesso Paese in cui avviene la censura (es. sito su server che si trovano in Italia, e censurato in Italia), se non viene prima migrata una copia su server esteri, il sito non può più essere visto da nessun Paese del mondo, una volta inserito nella blacklist perché probabilmente le stesse autorità provvedono anche "fisicamente" a sequestrare e distruggere il materiale informatico necessario dai server in cui risiede.
Caso 2: un sito censurato nella blacklist dall'Italia e che risiede su server esteri, non può più essere visto da nessun nodo di rete che si trovi in Italia, ma può essere visto negli altri Paesi.
Dopo aver digitato un sito nella barra degli indirizzi, dove non c'è censura, il browser si collega e comunica al global-DNS la URL (l'indirizzo https://www.google.it/) e ottiene il suo Indirizzo IP numerico. Se c'è la censura, un Paese obbliga tutte le aziende che forniscono connessioni Internet ( Internet Service Provider) da telefono fisso o mobile sul territorio nazionale, a farla rispettare: prima di collegarsi al DNS, il provider verifica nella lista nera, e nel caso blocca la richiesta e restituisce all'utente un messaggio di errore.
La censura di un sito può essere evitata collegandosi ad un server di una rete VPN, collegato ad altri client e server a formare una rete VPN:
- caso 1: l'utente tramite si collega a server VPN estero che lo ricollega ai siti nazionali desiderati;
- caso 2: Se l'utente A in Italia vuole collegarsi al sito B, server in Australia e censurato in Italia: si collega ad un server C, che è di una rete VPN e residente in Australia, il quale (simile ad un proxy, ma cifrato in genere) si collega per noi al sito B, e ne restituisce copia. L'utente risulterà come se fosse residente in Australia.

Tor, Psiphon, Ultrasurf, Latnern sono programmi diffusi in tutto il mondo, che usano proxy server (residente in Paese estero dove non c'è censura) per aggirare la censura, o per restare anonimi e non lasciare tracce su Internet.
CacheBrowser si basa su Content Delivery Network (CDN), come le reti di server di Akamai o di CloudFlare, che supportano connessioni sicure e cifrate con HTTPS, e ospitano soltanto copie dinamiche (con tutte le funzioni del sito: forum, pubblicità ecc) di siti, segnalati dai loro autori come vittime di censura.
La copia non ha un indirizzo IP che può essere inserito in una qualche blacklist, e per questo non è raggiungibile come gli altri siti dai programmi per Internet, se non installando un client per CacheBrowser.
Se si autorizzano ufficialmente copie-immagine (mirror) identiche all'originale, o copie parziali (fork, es. copia solo testo), esiste più di in protocollo di rete peer-to-peer a banda larga, stabili e veloci per il file system distribuito. Alcuni di questi sono anche di tipo open source, permanente, resiliente, decentralizzato.